# Acacia hohenackeri
Acacia hohenackeri är en ärtväxtart som beskrevs av William Grant Craib. Acacia hohenackeri ingår i släktet akacior, och familjen ärtväxter. Inga underarter finns listade i Catalogue of Life.